# Association for the Study of African American Life and History
La Association for the Study of African American Life and History o ASALH (Associazione per lo Studio della Vita e della Storia Afroamericana) è un'organizzazione no profit dedicata, come suggerisce il nome, allo studio e alla divulgazione della storia degli afroamericani.

## Storia
Fondata a Chicago il 9 settembre 1915 con il nome Association for the Study of Negro Life and History (ASNLH) da Carter G. Woodson e Jesse E. Moorland, ha assunto l'attuale denominazione nel 1973. È la più vecchia organizzazione dedicata allo studio e alla promozione della "storia dei neri" e ha incarnato la determinazione degli afroamericani a garantire che la loro storia e il loro contributo non venisse trattato come un fattore trascurabile nella storia americana.

## Attività
L'organizzazione pubblica dal 1916 The Journal of African American History (in precedenza chiamato The Journal of Negro History), e dal 1937 il Black History Bulletin (precedentemente Negro History Bulletin). Nel 2005 ha fondato la ASALH Press, riproponendo Mis-Education of the Negro di Carter G. Woodson's e dallo stesso anno pubblica The Woodson Review, un periodico che promuove ogni anno un tema inerente alla storia della popolazione nera statunitense.
Dal 1917 nel mese di ottobre tiene un convegno annuale (all'inizio biennale). Numerose organizzazioni sono nate o sono state concepite all'interno di questi convegni, come ad esempio l'Association of Black Women Historians fondata nel 1977 e il National Council of Black Studies.